# Apanthura vaitapensu
Apanthura vaitapensu là một loài chân đều trong họ Anthuridae. Loài này được Müller miêu tả khoa học năm 1992.